# علي بن محمد (مغني)
علي بن محمد باوزير 28 مايو 1970م مغني إماراتي من أصل حضرمي.

## حياته الشخصية
ولد في الطائف، وعاش وعمل في بيع قطع الغيار ومن ثم انتقل إلى الإمارات وحصل على الجنسية الإماراتية

### حياته الأسرية
متزوج وله ابن اسمه «زايد» وبنات.

## مشواره المهني
انطلاقته كانت عام 1997م من خلال ألبوم «الصد والهجران» الذي حقق نجاحاً كبيراً، حظي برعاية ودعم منذ بداياته من قبل الأمير الوليد بن طلال ثم توالت النجاحات وقدم أعمالا شهيرة أخرى منها «مليت من عيشة الدرويش»، و«عيال حارتنا»، و«أبوس راسك يا زمن»، وقدم لعبد الله الرويشد لحن أغنية «لا تلومونه».
ساهم أيضاً في تقديم فنانات انتشرن من خلال أعمال علي بن محمد، تأتي في مقدمتهن الفنانة أسماء لمنور والفنانة فدوى المالكي.

## الألبومات الرسمية
- 1997م الصد والهجران.
- 1998م يا صاحبي.
- 1999م حكايات الغرام.
- 2001م ما عاد تفرق.
- 2002م طعم المساء.
- 2004م علي بن محمد.
- 2005م كل يوم نتعلم.
- 2007م عيال حارتنا.
- 2008م خبرت الوقت.
- 2009م شعبيات 1.
- 2010م عجايب.
- 2014م وينك.
- 2019م من حضرموت
- 2023م اتقي

## فيديو كليب
صور العديد من الأغاني على طريقة الفيديو كليب، من إنتاج روتانا بالتعاون مع قناة art الموسيقى التابعة لشبكة راديو وتلفزيون العرب ومنها:
| الأغنية         | المخرج            |
| --------------- | ----------------- |
| الصد والهجران   | _                 |
| يا صاحبي        | أحمد الدوغجي      |
| مضى عمري        | أحمد الدوغجي      |
| هلا بلي تمنيته  | عادل الخضر        |
| الصيف قرب       | يعرب بو رحمة      |
| يا طير يا شادي  | محمد حسين المطيري |
| الشمس           | محمد فلكناز       |
| قصيدة           | _ عادل الخضر      |
| أقبلت           | _                 |
| أوبريت يا أمتي  | محمد العجمي       |
| يا حظه          | محمد العجمي       |
| الاقيها الا منك | محمد فلكناز       |
| يا من ظلمت الحب | محمد فلكناز       |
| هيه كدا         | محمد العجمي       |
| يا سامعين الصوت | عادل الخضر        |
| طعم المسا       | محمد فلكناز       |
| على إيه         | جميل جميل المغازي |
| كل يوم نتعلم    | جميل جميل المغازي |
| أبوس راسك       | جميل جميل المغازي |
| الدرويش         | أحمد المهدي       |
| هونتها          | جورج لابا         |
| خربوك           | نهلة الفهد        |
| يا دكتور        | (جلسة)            |
| حل واحد         | أحمد العبدولي     |
| عيال حارتنا     | جميل جميل المغازي |
| وينك            | تامر الحربي       |
| يمة يمة         | أحمد العبدولي     |
| عيد الحسابات    | ياسر الياسري      |